# Roger Blandignères
Roger Blandignères (Conflent, 15 de novembre del 1955) és un escriptor nord-català en llengua francesa, àrbitre de rugbi durant vint anys.

## Biografia
Jugà rugbi a 15 a la JOP de Prada de Conflent fins a la categoria júnior, i posteriorment ho feu com a sènior a l'SCA de Pàmies, lloc on l'havia portat la seva feina de gendarme. El 1977 debutà en l'arbitratge al Migdia-Pirineus, on treballava. En ser traslladat als Pirineus Orientals dos anys més tard, començà a pujar pels diversos graons (àrbitre federal, tercera, segona i primera divisions, Grup B) fins que el 1996 exercia aquesta responsabilitat al Grup A de la primera divisió francesa (l'actual "Top 14"). Quan deixà l'arbitratge va fundar el 1998 a la Torre d'Elna un equip de rugbi corporatiu, "Als Frays", que presidí durant uns anys.
Des del 1990 exerceix de sanador per magnetisme.
Ha escrit i publicat en francès tres reculls de poesies, cinc novel·les (ambientades a la Catalunya Nord) i un llibre sobre medicina alternativa.

## Obres
- L'enfant déraciné: roman Pollestres: TDO, 2001 ISBN 978-2-915746-78-5
- Le mas des Oliviers ou la passion secrète Saint-Estève: Presses littéraires, 2007 ISBN 978-2-35073-196-4
- Mes douces vérités: poèmes Saint-Estève: Presses littéraires, 2007 ISBN 978-2-35073-228-2
- An nom de la liberté [poèmes] Saint-Estève: Presses littéraires, 2008 ISBN 978-2-35073-257-2
- Les cerisiers maudits: roman Pollestres: TDO, 2009 ISBN 978-2-915746-34-1
- Le foulard rouge Pollestres: TDO, 2010 ISBN 978-2-915746-45-7
- La pudeur d'une larme: poésie Pollestres: TDO, 2010 978-2-915746-55-6
- Le mystère de la sacristie: roman Pollestres: TDO, 2010 ISBN 978-2-915746-58-7
- La Guérison à pleines mains Pollestres: TDO, 2011 ISBN 978-2-915746-85-3